# 細條恐怖麗魚
細條恐怖麗魚（学名：Dimidiochromis strigatus）為輻鰭魚綱鱸形目隆頭魚亞目慈鯛科的其中一種，分布於非洲馬拉威湖流域，體長可達24.4公分，棲息在植被生長、沙底質水域，以小魚及無脊椎動物為食，生活習性不明，可做為觀賞魚。